# پاول سوخوی
پاول اوسیپوویچ سوخوی (روسی: Па́вел О́сипович Сухо́й; (به بلاروسی: Па́вел Во́сіпавіч Сухі́)(به انگلیسی: Pavel Osipovich Sukhoi)؛ زادهٔ ۲۲ ژوئیه ۱۸۹۵ - درگذشتهٔ ۱۵ سپتامبر ۱۹۷۵) مهندس هوافضا و طراح هواپیما اهل شوروی بود که به عنوان بنیانگذار دفتر طراحی سوخوی شناخته می‌شود. سوخوی به مدت ۵۰ سال با شرکت‌های توپولف و سوخوی هواپیماهای نظامی طراحی کرد و بسیاری از هواپیماهای برجسته شوروی مانند سوخو-۷ ، سو-۱۷ و سوخو-۲۴ را تولید کرد. هواپیماهای او دو رکورد جهانی ارتفاع (۱۹۵۹ و ۱۹۶۲) و دو رکورد جهانی سرعت (۱۹۶۰ و ۱۹۶۲) را ثبت کردند. از سوخوی در اتحاد جماهیر شوروی به عنوان قهرمان کار سوسیالیستی تجلیل شد و در طول عمر خود سه بار نشان لنین دریافت کرد.

## زندگینامه
پاول اوسیپوویچ سوخوی در ۲۲ ژوئیه ۱۸۹۵ در هلیبوکایه، استان ویلنا در امپراتوری روسیه، از والدینی بلاروسی با پیشینه دهقانی به دنیا آمد. او پنج خواهر داشت و هیچ برادری نداشت. در سال ۱۹۰۰، هنگامی که پدرش، اوسیپ آندریویچ سوخو، به عنوان معلم در مدرسه‌ای برای فرزندان کارگران راه آهن شغلی پیدا کرد، خانواده سوخوی به گومل نقل مکان کردند. از سال ۱۹۰۵ تا ۱۹۱۴، سوخوی در گیمنازیوم گومل که اکنون دانشگاه حمل و نقل دولتی بلاروس است، شرکت کرد. سوخوی در سال ۱۹۱۵ پس از گذراندن امتحانات ورودی در مدرسه فنی امپراتوری مسکو در مسکو پذیرفته شد. با این حال، مطالعات سوخوی با فراخوانی او به ارتش امپراتوری روسیه در پی تشدید جنگ جهانی اول متوقف شد.
سوخوی در آموزش افسرانی که به توپخانه جبهه غربی روسیه اختصاص داده شده بود، شرکت کرد. سوخوی در ارتش بود که حکومت پس از انقلاب اکتبر در سال ۱۹۱۷ سقوط کرد. او به مسکو بازگشت و متوجه شد دانشگاهش بسته شده است. در این هنگام، سوخوی به گومل بازگشت تا با والدینش زندگی کند و جایی به عنوان معلم ریاضی در شهر کوچک لونینتس در نزدیکی برست، بلاروس به او پیشنهاد شد. در سال ۱۹۱۹، زمانی که نیروهای لهستانی در طول جنگ لهستان و شوروی به سمت لونینتس پیشروی کردند، سوخوی به گومل گریخت و شروع به تدریس در مدرسه برای فرزندان کارگران راه‌آهن به سرپرستی پدرش کرد. در همین زمان، سوخوی به تیفوس و سپس مخملک مبتلا شد که به طور قابل توجهی توانایی صحبت‌کردن او را تحت تاثیر قرار داد و او تا پایان عمر به عنوان فردی ساکت شناخته شد.

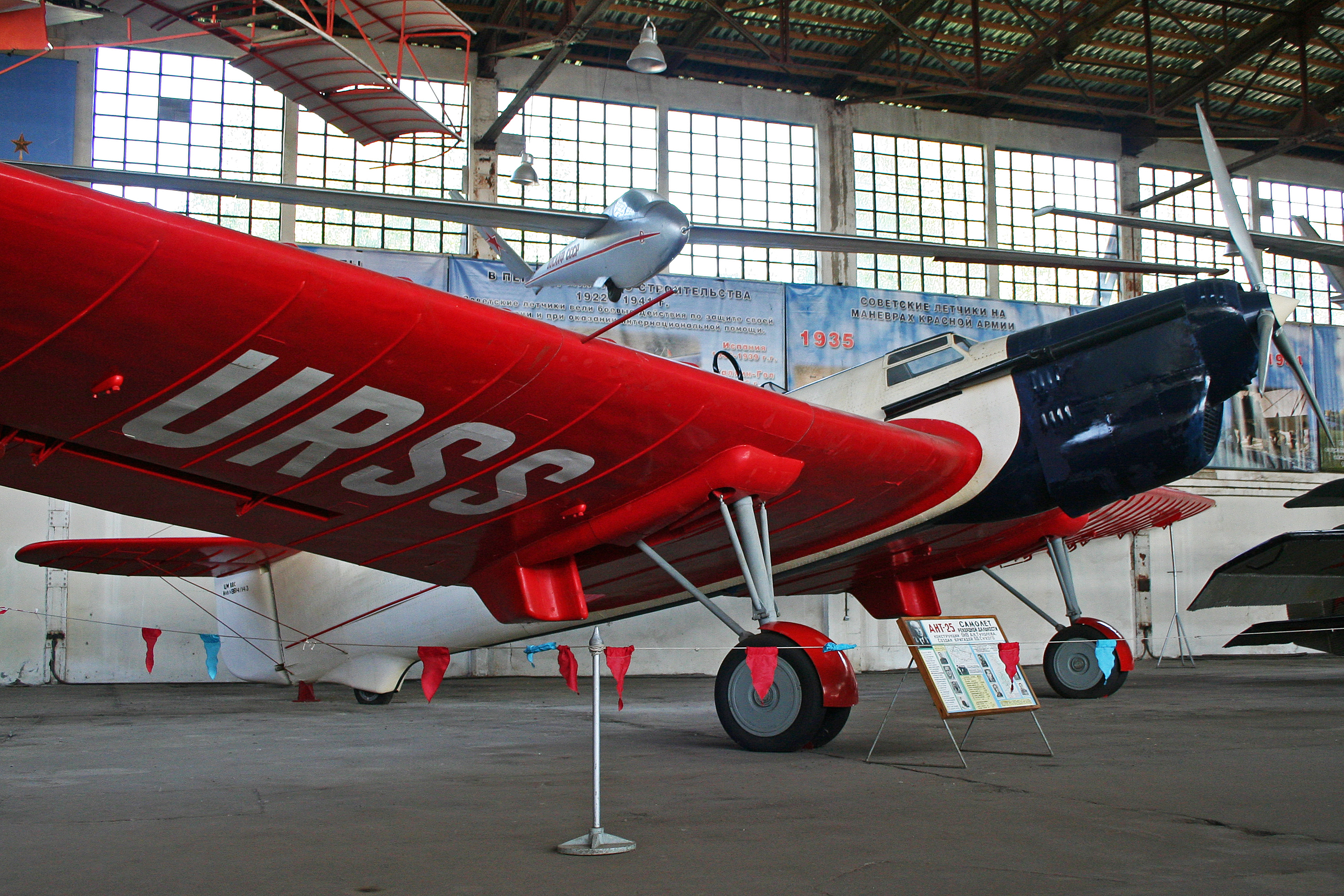
هواپیمای توپولوف ای‌ان‌تی-۲۵

در سال ۱۹۲۰، سوخوی سرانجام به دلیل مشکلات سلامتی از ارتش خارج شد و دولت جمهوری شوروی روسیه قطعنامه‌ای برای بازگشایی مؤسسات آموزش عالی در روسیه صادر کرد. سوخوی به تحصیلات خود در BMSTU بازگشت و در سال ۱۹۲۵  با پایان نامه خود با عنوان «هواپیمای تعقیب تک موتوره ۳۰۰اسب بخار» با راهنمایی استادش آندری توپولف، پیشگام هوانوردی، فارغ‌التحصیل شد. در مارس ۱۹۲۵، سوخوی به عنوان مهندس و طراح با موسسه مرکزی آیرودینامیک (TsAGI) و کارخانه شماره ۱۵۶ مسکو زیر نظر توپولف شروع به کار کرد. طی سال‌های بعد، سوخوی هواپیماهایی از جمله توپولف ای‌ان‌تی-۲۵ و بمب‌افکن‌های سنگین توپولف تی‌بی-۱ و تی‌بی-۳ را طراحی کرد و ساخت. در سال ۱۹۳۲ سوخوی به عنوان مدیر بخش مهندسی و طراحی TsAGI منصوب شد و در سال ۱۹۳۸ به ریاست بخش طراحی ارتقا یافت. سوخوی همچنین یک هواپیمای سبک چند منظوره به نام سوخو-۲ را توسعه داد که در سال‌های اولیه جبهه شرقی جنگ جهانی دوم خدمت کرد.
در سپتامبر ۱۹۳۹، سوخوی یک بخش مهندسی و طراحی مستقل به نام دفتر طراحی سوخو (OKB Sukhoi) را در خارکف تأسیس کرد. سوخوی از موقعیت جغرافیایی OKB که از مراکز علمی مسکو جدا شده بود راضی نبود. او اصرار داشت که OKB باید به فرودگاهی در استان مسکو منتقل شود و تا نیمه اول سال ۱۹۴۰ جابجایی کامل شد. در زمستان ۱۹۴۲، سوخوی با مشکل دیگری روبرو شد: از آنجایی که خودش خط تولید نداشت، کاری برای انجام دادن نداشت. او یک هواپیمای جدید تهاجمی به نام سوخو-۶ ساخته بود، اما رهبر شوروی جوزف استالین تصمیم گرفت که این هواپیما تولید نشود و به تولید ایلوشین ایل-۲ علاقه مند بود.

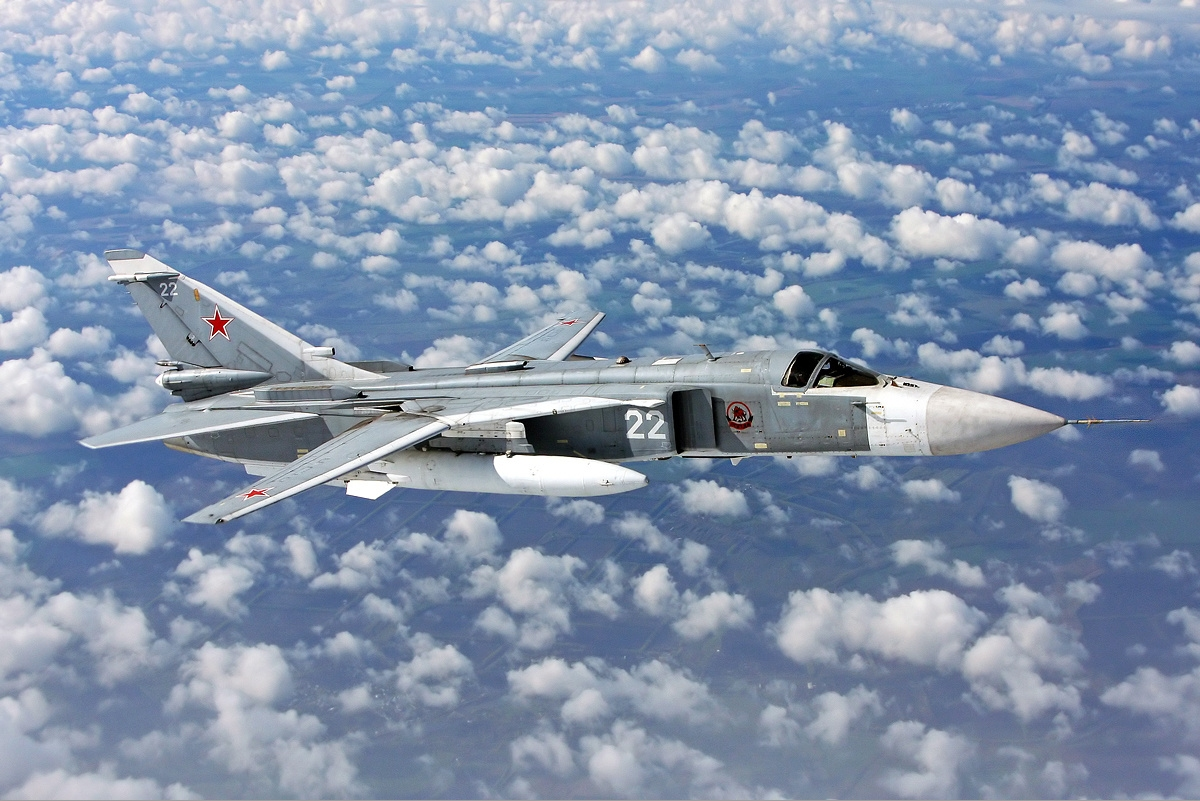
جنگنده سوخو-۲۴

در سال‌های پس از جنگ، سوخوی یکی از اولین طراحان هواپیمای شوروی بود که کار بر روی هواپیماهای جت را رهبری کرد و چندین جت جنگنده آزمایشی ساخت. از سال ۱۹۴۹، سوخوی از نظر استالین خارج شد و مجبور شد به کار تحت نظر توپولف، این‌بار به عنوان معاون طراح ارشد بازگردد. در سال ۱۹۵۳، سال مرگ استالین، سوخوی اجازه یافت تا دفتر طراحی سوخوی خود را مجدداً تأسیس کند. سوخوی در طول جنگ سرد چندین هواپیمای جنگی اصلی را تولید کرد، از جمله هواپیمای مافوق صوت سوخو-۷، که به اصلی‌ترین جنگنده بمب‌افکن شوروی در دهه ۱۹۶۰ تبدیل شد، و رهگیرهای سوخو-۹ و سوخو-۱۵ را ساخت که ستون فقرات دفاع هوایی شوروی را تشکیل دادند. نیروهای دفاع هوایی شوروی همچنین پیشگام هواپیماهای بال متحرک، مانند سوخو-۱۷ و سوخو-۲۴ بودند. سوخوی همچنین تعدادی پروژه را آغاز کرد که توسعه نیافته بودند، از جمله هواپیمای تهاجمی سوخوی تی-۳ با قابلیت پرواز با سرعت ۳ ماخ. از سال ۱۹۵۸ تا ۱۹۷۴، سوخوی به عنوان معاون شورای عالی اتحاد جماهیر شوروی خدمت کرد.
سوخوی در ۱۵ سپتامبر ۱۹۷۵ در آسایشگاه بارویخا در مسکو درگذشت و در گورستان نوودویچی به خاک سپرده شد. آخرین جنگنده‌ای که سوخوی طراحی کرد T-10 (سوخو-۲۷) بود، اما او زنده نماند تا پرواز آن را ببیند.

## جوایز و افتخارات

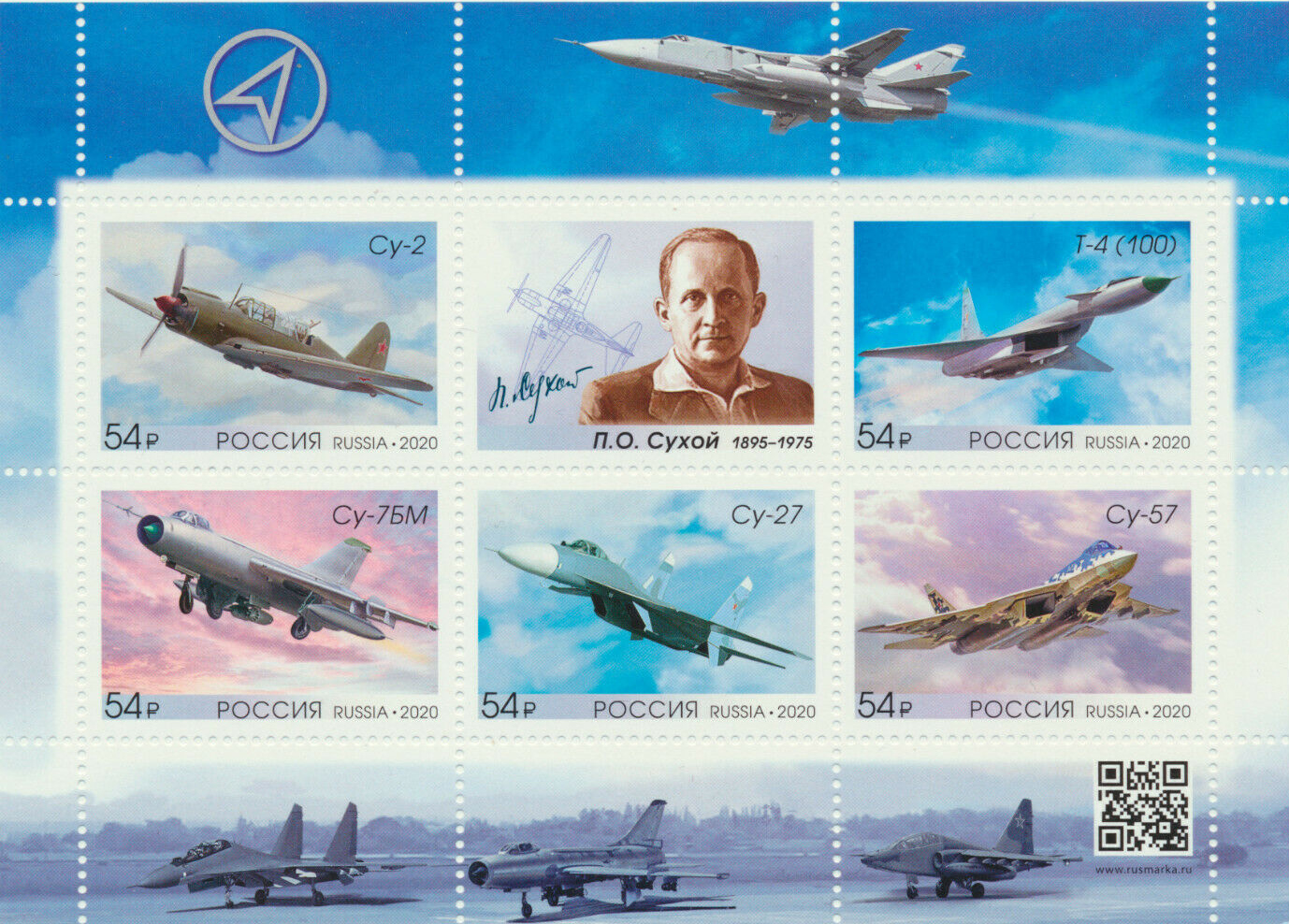
سوخوی و برخی از هواپیماهایش در برگه تمبر ۲۰۲۰ روسیه

- قهرمان کار سوسیالیستی (۱۹۵۷، ۱۹۶۵)
- جایزه لنین (۱۹۶۸) [۸]
- جایزه استالین، درجه یک (۱۹۴۳) - برای ساخت سوخو-۶ [۸]
- جایزه دولتی اتحاد جماهیر شوروی (۱۹۷۵ - پس از مرگ) [۸]
- سه نشان لنین (۱۹۴۵، ۱۹۵۷، ۱۹۷۵)
- نشان انقلاب اکتبر
- نشان برجسته افتخار (۱۹۳۶)
- نشان پرچم سرخ کار (۱۹۳۸)
- نشان ستاره سرخ (۱۹۳۳)
- مدال طلای توپولف - برای کارهای برجسته در زمینه علوم و مهندسی هوانوردی (۱۹۷۵)